# 六寨镇
六寨镇，是中华人民共和国广西壮族自治区河池市南丹县下辖的一个乡镇级行政单位。

## 行政区划
六寨镇下辖以下地区：
六寨社区、巴定社区、者远村、甲棉村、龙马村、银寨村、壮里村、雅陇村、麻阳村、弄撒村、播细村、拉堡村、松柏村、化里村、蛮卷村、陋里村、才怀村、龙腰村和帮里村。

## 相关
- 六寨镇美机误炸事件